# Bernard G. Lagier
Pour les articles homonymes, voir Lagier.
Œuvres principales
- Moi chien créole (Théâtre, 2007)
- L’Orchidée violée (Théâtre, 2016)

Bernard Gaëtan Lagier, né le 11 septembre 1958 à Fort-de-France, en Martinique, est un écrivain, dramaturge et poète français.

Il intervient également en tant que traducteur proposant des adaptations en créole martiniquais d'œuvres théâtrales écrites en français.

## Biographie
Militant associatif et culturel dès le lycée, Bernard Gaëtan Lagier, né en 1958 à Fort-de-France (Martinique), s’engage très tôt pour la défense des Droits de l'Homme sur les secteurs de la Caraïbe et de l’Amérique Centrale. De 1982 à 1984, il est conseiller technique au GIPAM, une coopérative agricole de Martinique. En 1985, il intègre l'Éducation Nationale comme conseiller d’éducation en collèges et en lycées professionnels. Il évolue au sein de l’Académie des Antilles et de la Guyane sur une mission de conseiller en formation continue à destination des jeunes en difficultés, jusqu’en 1991. Puis, à partir de 1992, il intègre l'Agence Nationale pour l'Emploi (ANPE) de Fort-de-France, y initiant la création de la première antenne-spectacle des Antilles françaises, y occupant le poste de manager opérationnel du point Culture-Spectacle.
Musicien, Bernard Lagier évolue un temps comme saxophoniste et flûtiste, notamment aux côtés du "Matnik Brass Band", ou auprès du guitariste et chanteur à textes martiniquais, Hugh Charlec, qui propose un univers musical enraciné dans la culture bèlè.
En 2011, Bernard G. Lagier est nommé directeur de l'ATRIUM, Centre culturel départemental, une structure implantée au cœur historique de Fort-de-France, à deux pas de la célèbre place de la Savane, et qui héberge depuis 1998, dans l’une de ses salles de diffusion, le CMAC (Centre Martiniquais d’Actions Culturelles), labellisé depuis 1992 "Scène nationale de la Martinique".
Dès 2013, pour le compte du Conseil général de la Martinique, Bernard G. Lagier conduit, aux côtés du Ministère de la Culture et de la Communication, la fusion du CMAC, Scène nationale de Martinique et de l'Atrium de Martinique, vers la création d’un établissement public de coopération culturelle (EPCC) ayant vocation à recevoir le label "scène nationale".
Renommée TROPIQUES ATRIUM, la structure voit, le 15 septembre 2014, la nomination à sa tête du metteur en scène burkinabè Hassane Kassi Kouyaté, qui demande à Bernard Lagier de l’accompagner dans sa mission, en tant que directeur-adjoint.

À la suite du terme du mandat de Hassane Kouyaté, le compositeur et chef d’orchestre martiniquais Manuel Césaire, nommé directeur de TROPIQUES ATRIUM le 21 septembre 2018 , maintient Bernard Lagier au poste de directeur-adjoint jusqu’au départ de ce dernier en 2023.
Bernard G. Lagier est membre fondateur de l’association ETC Caraïbe (Écritures Théâtrales Contemporaines en Caraïbe), et y a occupé les fonctions de président durant plusieurs années. Domiciliée en Martinique, et regroupant plus d’une centaine d’auteurs et d’autrices originaires des différents pays de la Caraïbe, cette agence d’auteur.e.s met en place des dispositifs de découverte et d’accompagnement de ces écritures théâtrales contemporaines, notamment en matière de traduction, d’édition, de promotion et de soutien à la mobilité des œuvres et des auteur.e.s hors de leur territoire d’origine.

## Œuvre
L’année 2005 marque les premiers pas de Bernard Gaëtan Lagier en tant que dramaturge, alors qu’il livre Moi chien créole, son premier texte théâtral, à l’occasion de la 11e édition du Festival de théâtre des Amériques (FTA), à Montréal, pour une lecture dirigée par Sylvain Bélanger. Deux ans plus tard, le metteur en scène québécois poursuit l’aventure avec sa compagnie "le Théâtre du Grand Jour", créant ce seul en scène en Guadeloupe, à L'Artchipel (Scène nationale), avec le comédien haïtien Erwin Weche dans le rôle de ce chien bavard, amoureux des mots et éveilleur de consciences. Écrite dans une langue française très imagée, mâtinée d’environ 10% de créole martiniquais, la pièce sera publiée cette même année chez Lansman, et tournera, entre autres, au Canada, en Martinique, avant d’être accueillie à la Comédie-Française.
En 2008, Bernard Lagier se lance dans un travail d’écriture autour de la violence au sein des familles, abordant en premier lieu la violence entre "les pères" et "les fils", leurs façons divergentes de voir la société, leurs dits et non-dits,… dans un texte titré Mon père tout puissant. Un deuxième opus intitulé L’orchidée violée, développant la violence dans les rapports "mères" et "fils", finalisera un diptyque sur cette thématique familiale.
Si Mon père tout puissant demeure inédit à ce jour, en revanche L’orchidée violée sera publié en 2016, aux Éditions Bilk & Soul (Les Comores), et la pièce sera jouée cette même année, au Festival d'Avignon, dans une mise en scène de Hassane Kassi Kouyaté.
2008 sera également l’année de la participation de Bernard G. Lagier, aux côtés de six autres dramaturges martiniquais et guadeloupéens, à l’écriture d’Embouteillage Caraïbe, la version antillaise du spectacle déambulatoire conçu par Anne-Laure Liégeois, avec initialement 35 textes-courts d’auteurs contemporains, interprétés simultanément par plus de 50 comédiens "bloqués" dans une trentaine de véhicules à l’arrêt. Contribuant avec l’écriture de 3 brèves théâtrales dédiées, Bernard G. Lagier verra la publication en 2009 du recueil Embouteillage Caraïbe chez Lansman, et assistera à la première du spectacle présenté dans l’enceinte du Fort Delgrès, à Basse-Terre, en Guadeloupe.
En 2010, à la suite d’une résidence d’écriture au Bénin, Bernard G. Lagier proposera son nouveau texte, La carte, au Festival international de théâtre du Bénin (FITHEB), dans une mise en lecture du metteur en scène béninois Alougbine Dine. La pièce sera finalement publiée aux Éditions Acoria en septembre 2022.
En 2018, Bernard Lagier confie Moi chien créole au metteur en scène guadeloupéen Dominik Bernard, qui souhaite remonté le texte.
Après une première lecture publique au Mémorial ACTe (Pointe à Pitre) en juillet 2019, portée par l’association Textes en Paroles, la pièce est finalement créée 3 ans plus tard, en Martinique, par la "Compagnie La Dorsale de l’Iguane", à l’occasion du Festival culturel de la ville de Fort-de-France, avec le comédien guadeloupéen Ndy Thomas dans le rôle-titre.
Deux mois plus tard, la pièce est programmée à Limoges, au festival Les Zébrures d’automne - Les Francophonies,, puis représentée au Théâtre du Balcon, à Avignon.

### Théâtre
- Moi chien créole, Lansman Editeur, Collection "Nocturnes Théâtre", Manage (Belgique), 2007, 41 p.  (ISBN 978-2-87282-588-2)
- Mon père tout puissant (Tragi-comédie), 2008, inédit[17].
- Estoutt (Brève théâtrale), dans le recueil Embouteillage Caraïbe[9], Lansman Editeur, Manage (Belgique), 2009  (ISBN 978-2-87282-687-2)
- La goutte d'eau (Bulle théâtrale), dans le recueil Embouteillage Caraïbe, Lansman Editeur, Manage (Belgique), 2009  (ISBN 978-2-87282-687-2)
- Le roi du béton (Bulle théâtrale), dans le recueil Embouteillage Caraïbe, Lansman Editeur, Manage (Belgique), 2009  (ISBN 978-2-87282-687-2)
- L’orchidée violée[18], Éditions Bilk & Soul, Moroni (Comores), 2016, 30 p.  (ISBN 978-2-95312-985-4)
- La carte (Comédie satyrique), Éditions Acoria[11], Paris, 2022, 64 p.  (ISBN 978-2-35572-218-9)
- Chemin forgeant [19], Caraïbéditions, Collection : Didascal'îles, Le Lamentin (Martinique), 2022, 80 p.  (ISBN 978-2-37311-137-8)

### Traductions
- Pou an wi pou an non[20], adaptation en créole martiniquais de Pour un oui ou pour un non de Nathalie Sarraute, 2017, inédit.

## Adaptations à la scène
- 2007 : Moi chien créole, mise en scène de Sylvain Bélanger, L'Artchipel (Scène nationale de Guadeloupe)[6], le CMAC (Scène nationale de Martinique), l’Espace Libre[21] (Montréal), Théâtre National de Toulouse (TNT), Studio-Théâtre de la Comédie-Française.
- 2009 : Embouteillage Caraïbe, mise en scène de Eddie Arnell[10], Fort Delgrès (Basse-Terre, Guadeloupe).
- 2016 : L’orchidée violée, mise en scène de Hassane Kassi Kouyaté[8], Tropiques Atrium (Scène nationale de Martinique), Espace Roseau Teinturiers (Festival Off d'Avignon)[7].
- 2018 : Pou an wi pou an non (cpf) (d’après Pour un oui ou pour un non de Nathalie Sarraute), mise en scène de Patrick Le Mauff[20], Tropiques Atrium (Scène nationale de Martinique), Les Francophonies - Des écritures à la scène (Limoges).
- 2021 : Mon père tout puissant, mise en lecture de Arielle Bloesch[17], Théâtre des Halles, Festival d’Avignon 2021.
- 2021 : Chemin forgeant, mise en lecture de Arielle Bloesch[22], LaScierie[23], Festival d’Avignon 2021.
- 2022 : Moi chien créole, mise en scène de Dominik Bernard[12], Théâtre Aimé Césaire[13] (Fort-de-France, Martinique), Les Francophonies - Des écritures à la scène (Limoges), Théâtre du Balcon (Avignon).